# 欧索讷
欧索讷（法語：Aussonne，法語發音：[osɔn]）是法国上加龙省的一个市镇，属于图卢兹区。

## 地理
欧索讷（43°41'2"N, 1°19'11"E）面积13.76 平方千米，位于法国奧克西塔尼大區上加龙省，该省份为法国西南部内陆省份，西南端与西班牙接壤，自此顺时针与上比利牛斯省、热尔省、塔恩-加龙省、塔恩省、奥德省和阿列日省接壤。
与欧索讷接壤的市镇（或旧市镇、城区）包括：梅维尔、博泽勒、布拉尼亚克、科尔讷巴里约、多克斯、蒙东维尔、塞伊。

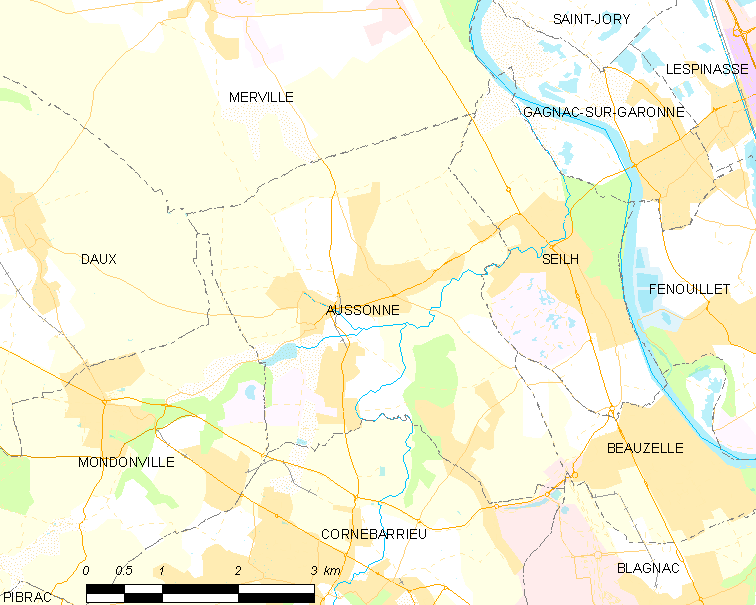
欧索讷的OSM定位图

欧索讷的时区为UTC+01:00、UTC+02:00（夏令时）。

## 行政
欧索讷的邮政编码为31840，INSEE市镇编码为31032。

## 政治
欧索讷所属的省级选区为布拉尼亚克县。

## 人口

1962-2008年间欧索讷人口变化图示

欧索讷于2022年1月1日时的人口数量为7731人。

## 图集

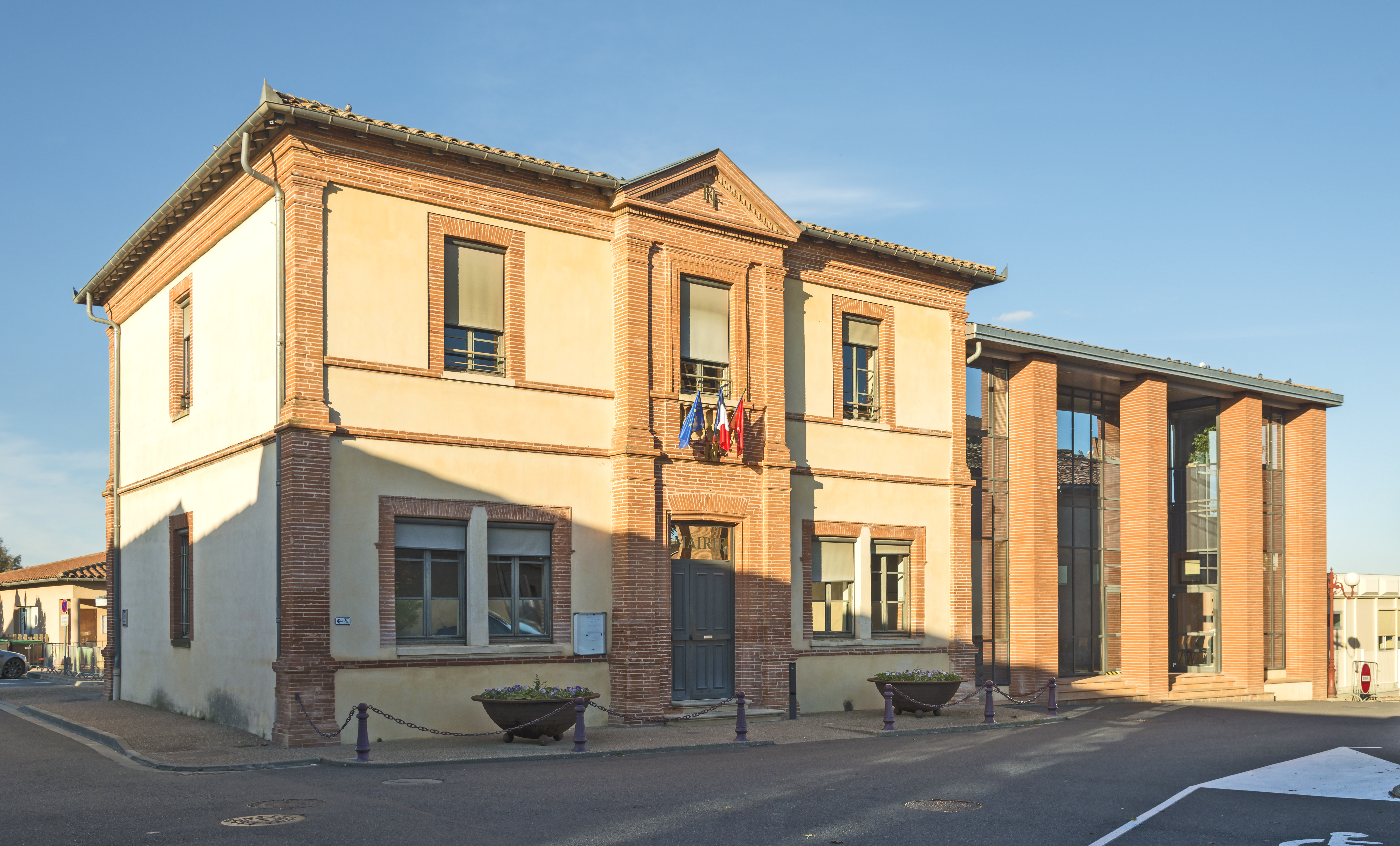
市政厅
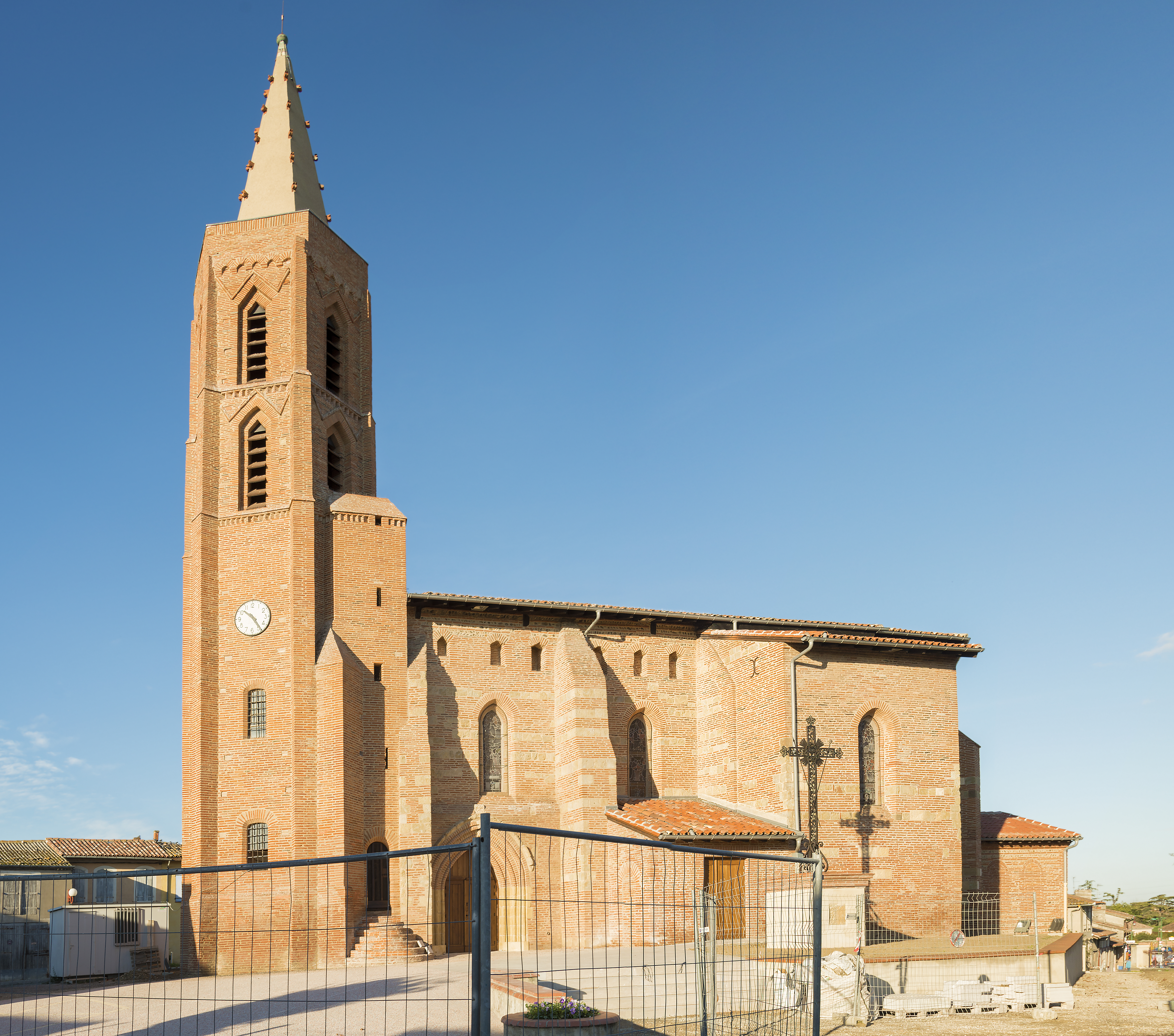
教堂
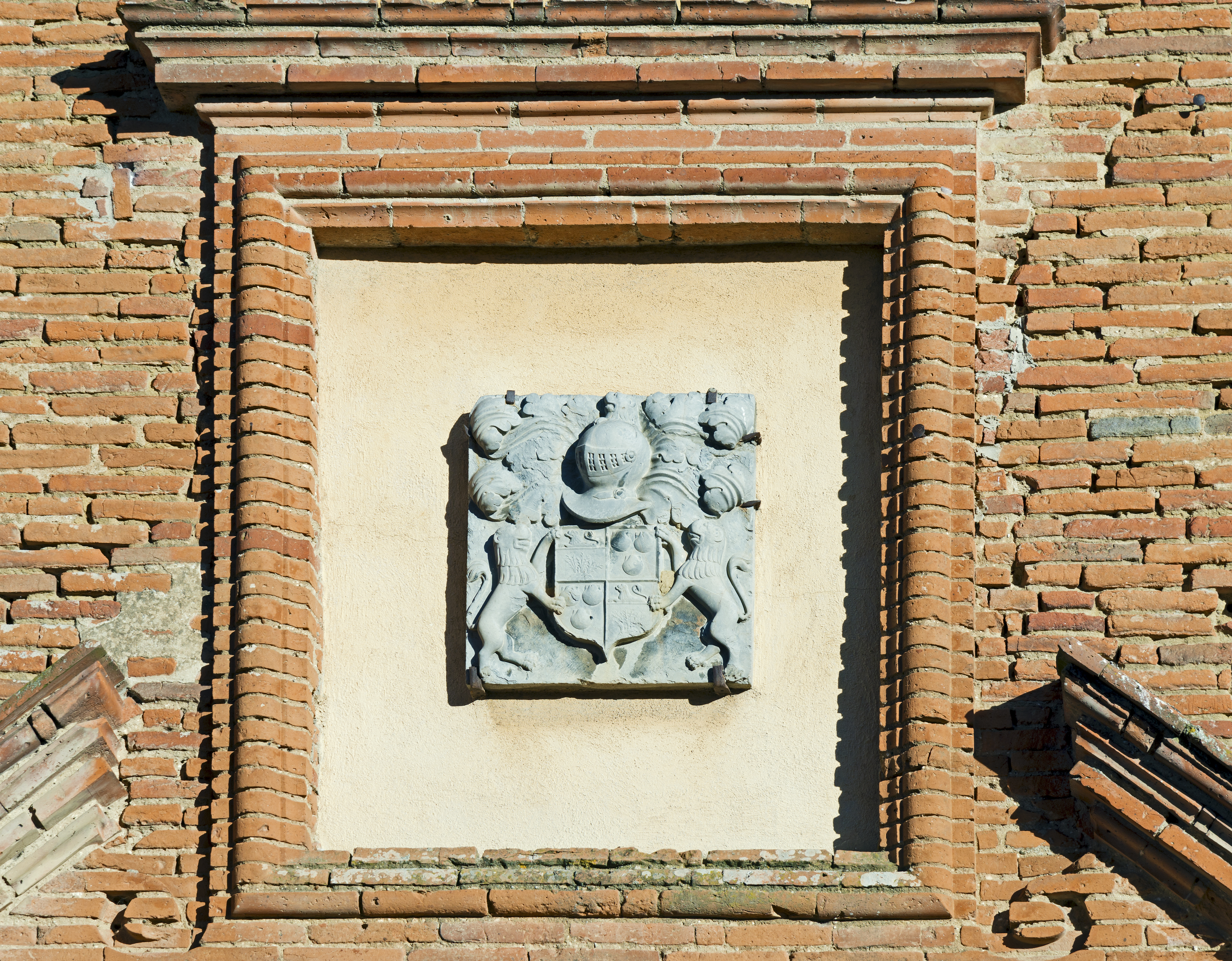